# Шимор, Янош
Я́нош Ши́мор (венг. Simor János; 23 августа 1813, Секешфехервар, Австрийская империя — 23 января 1891, Эстергом, Австро-Венгрия) — венгерский кардинал. Архиепископ Эстергома и примас Венгрии с 22 февраля 1867 по 23 января 1891. Кардинал-священник с 22 декабря 1873, с титулом церкви Сан-Бартоломео-аль-Изола с 15 июня 1874.

## Биография

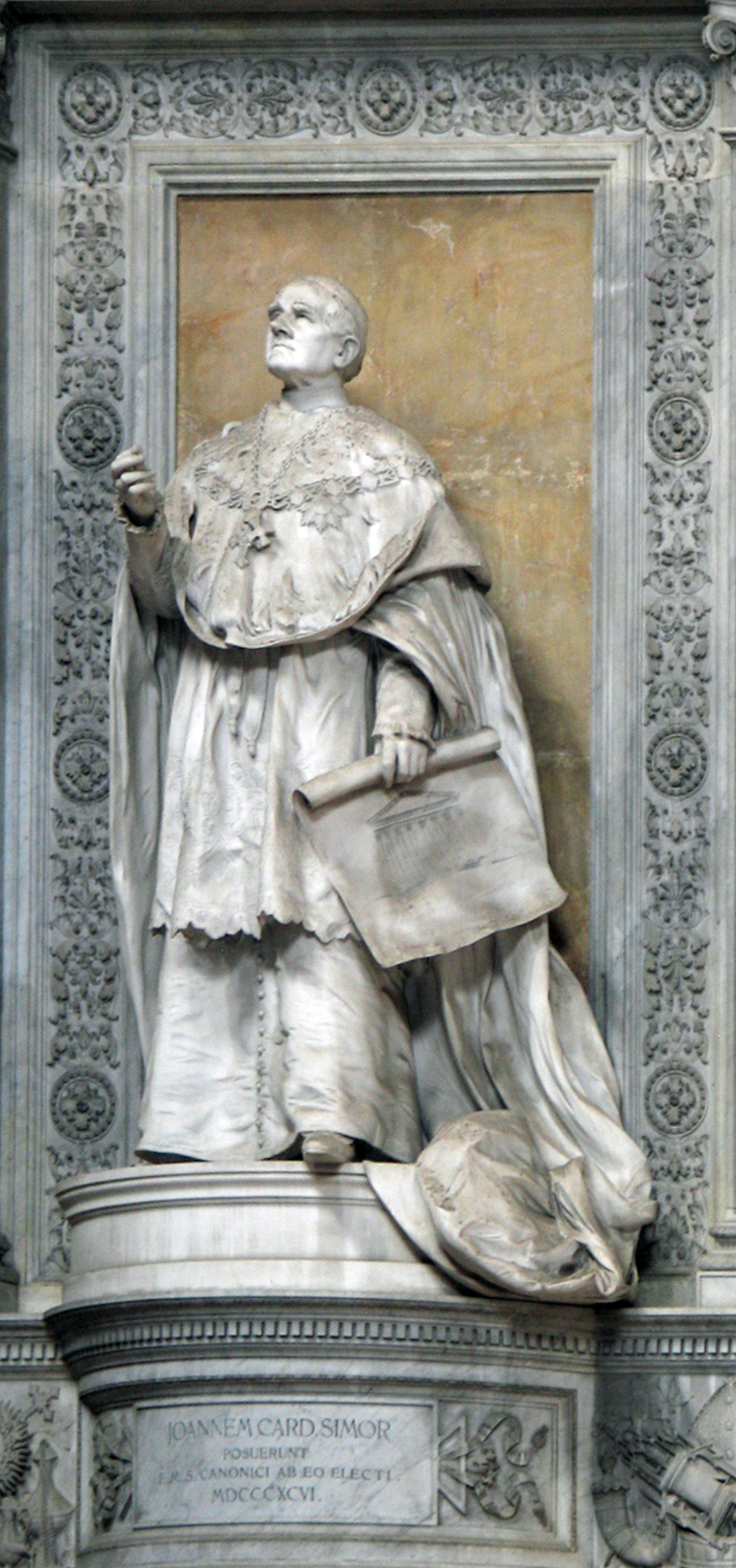
статуя кардинала Шимора в Базилике Святого Адальберта

Янош Шимор родился в 1813 году в городе Секешфехервар, Австрийская империя. Он был пятым ребёнком в семье ремесленника сельского происхождения.
Окончил гимназию в Секешфехеваре и колледж в Братиславе. В 1841 году защитил докторскую диссертацию по теологии в Венском университете. В начале 1836 года рукоположён в диаконы, а 28 октября того же года — в священники. Занимался преподавательской деятельностью в нескольких учебных заведениях и в семинарии Эстергома. С 1850 года профессор канонического права в Августинском колледже в Вене. Позднее занимал ряд высоких постов в иерархии венгерской церкви. В 1854 году кардинал Янош Щитовский послал его в Рим с деликатной миссией, противодействовать распространению действия готовящегося конкордата между Австрией и Святым Престолом на Венгрию.
19 марта 1857 года избран епископом Дьёра. Рукоположён в епископы 29 июня 1857 года в Эстергоме, главным консекратором был кардинал Янош Щитовский. Участвовал в работе Первого Ватиканского собора, где был против принятия догмата о папской безошибочности, но после его утверждения собором согласился с мнением большинства.
22 февраля 1867 года Шимор получил высшую церковную должность Венгрии — архиепископа Эстергома и примаса Венгрии. 22 декабря 1873 года возведён в кардиналы-священники с титулом церкви Сан-Бартоломео-аль-Изола. Участвовал в Конклаве 1878 года.
Умер в Эстергоме 23 января 1891 года. Похоронен в крипте базилики Святого Адальберта. В самой базилике установлена его статуя, выполненная мастером Алайошем Штроблем.